# Beach Boys' Party!
Beach Boys' Party! je desáté studiové album americké poprockové skupiny The Beach Boys, které stojí na hraně studiové a živé (koncertní) desky. Bylo sice pořízeno v nahrávacím studiu, ale formou koncertu, přesněji akustické session napodobující uvolněnou atmosféru neformálního večírku.
Vyšlo v roce 1965 u vydavatelství Capitol Records. Album mělo velký úspěch ve Spojených státech i na evropském trhu (Velká Británie, Německo) a obsahovalo stěžejní hitový singl Barbara Ann.

## Okolnosti vzniku alba
V době, kdy leader skupiny Brian Wilson posouval styl skupiny ke složitějším hudebním projektům, jež následujícího roku vyvrcholily vydáním alba Pet Sounds, požadovala vydavatelská společnost Capitol po skupině nějaké sezónní album pro vánoční trh. Vzhledem k tomu, že kapela vydala v předešlém roce jak live album Beach Boys Concert, tak desku vánočních písní The Beach Boys' Christmas Album, rozhodla se pro formu minimalistické akustické desky mnoho let předtím, než se do módy dostala stejně koncipovaná unplugged alba. Zvukové ruchy dodávající atmosféru párty byly částečně domíchány k prvotní nahrávce dodatečně. Do finálového výběru skupina vybrala některé starší písně ze svého repertoáru (I Get Around, Little Deuce Coupe), ale větší důraz dala na své oblíbené skladby od jiných interpretů jako The Beatles (Tell Me Why, I Should Have Known Better, You've Got to Hide Your Love Away), Bob Dylan (The Times They Are a-Changin'), The Everly Brothers (Devoted to You), The Crystals (There's No Other Like My Baby) aj. Mnohé písně od dalších hudebníků (The Rolling Stones, The McCoys, Neil Sedaka, The Coasters aj.) se na finální výběr nedostaly, ale v roce 2015 vyšly na rozšířené verzi alba pod názvem Beach Boys' Party! Uncovered and Unplugged.

## Vydání a ohlas desky
Beach Boys' Party! vyšlo 8. listopadu 1965 v rozevíracím obale, v němž byla jako příloha vložena série fotografií členů kapely a jejich přítelkyň či manželek (Lynda Jardine, Carol Botnick, Carole Wilson a Marilyn Wilson). Po velké reklamní kampani firmy Capitol dosáhlo na #6 v USA a #3 ve Velké Británii. Současně kapela nabídla na albu nezařazený studiový singl s Wilsonovou písní The Little Girl I Once Knew naznačující posun k experimentálnější produkci.  Po jeho slabším ohlasu (#20) firma Capitol o měsíc později vydala z alba nahrávku Barbara Ann, která se stala celosvětovým hitem a jednou z nejznámějších písní kapely (jedná se o předělávku hitu skupiny The Regents). Jejího nahrávání se jako host účastnil i zpěvák Dean Torrence z dua Jan & Dean.

## Seznam skladeb
| Strana 1 | Strana 1                          | Strana 1                                                | Strana 1                | Strana 1 |
| Pořadí   | Název                             | Autor                                                   | Vedoucí vokály          | Délka    |
| -------- | --------------------------------- | ------------------------------------------------------- | ----------------------- | -------- |
| 1.       | Hully Gully                       | Fred Smith, Cliff Goldsmith                             | Mike Love               | 2:22     |
| 2.       | I Should Have Known Better        | John Lennon, Paul McCartney                             | Al Jardine, Carl Wilson | 1:40     |
| 3.       | Tell Me Why                       | John Lennon, Paul McCartney                             | Al Jardine, Carl Wilson | 1:46     |
| 4.       | Papa-Oom-Mow-Mow                  | Carl White, Al Frazier, Sonny Harris, Turner Wilson Jr. | Brian Wilson, Mike Love | 2:18     |
| 5.       | Mountain of Love                  | Harold Dorman                                           | Mike Love               | 2:51     |
| 6.       | You've Got to Hide Your Love Away | John Lennon, Paul McCartney                             | Dennis Wilson           | 2:56     |
| 7.       | Devoted to You                    | Felice Bryant, Boudleaux Bryant                         | Brian Wilson, Mike Love | 2:31     |

| Strana 2 | Strana 2                          | Strana 2                                 | Strana 2       | Strana 2 |
| Pořadí   | Název                             | Autor                                    | Vedoucí vokály | Délka    |
| -------- | --------------------------------- | ---------------------------------------- | -------------- | -------- |
| 1.       | Alley Oop                         | Dallas Frazier                           | Mike Love      | 2:56     |
| 2.       | There's No Other Like My Baby     | Phil Spector, Leroy Bates                | Brian Wilson   | 3:05     |
| 3.       | I Get Around / Little Deuce Coupe | Brian Wilson, Mike Love, Roger Christian | Mike Love      | 3:12     |
| 4.       | The Times They Are a-Changin'     | Bob Dylan                                | Al Jardine     | 2:23     |
| 5.       | Barbara Ann                       | Fred Fassert                             | Brian Wilson   | 3:27     |

## Obsazení

### The Beach Boys
- Brian Wilson – klavír, baskytara, bonga, zpěv
- Carl Wilson – sólová kytara, baskytara, zpěv
- Dennis Wilson – harmonika, bonga, kastaněty, zpěv
- Al Jardine – kytara, zpěv
- Mike Love – zpěv
- Bruce Johnston – basa, zpěv

### Ostatní hudebníci
- Hal Blaine – bonga
- Ray Avery – bonga
- Steve Korthof – bonga, tamburína
- Ron Swallow – tamburína
- Terry Melcher – tamburína
- Billy Hinsche – harmonika
- Dean Torrence – zpěv
- Marilyn Wilson – zpěv